# 远藤秀平
遠藤秀平（1960年1月27日—），日本建筑師，神戶大学大学院教授，先后于近畿大学、奈良女子大学、薩爾斯堡國際夏季學院、京都市立藝术大学和神戶大学等學校任教。遠藤熱衷於进行跨国建筑创作和参与国际建筑比賽，而他在設計時經常用到的波浪鋼板建築被認為能夠呈現出有機性與機能性的結合，形成內外交融的空間互換狀態，同時兼具現代感，在日本建築師中獨樹一帜。

## 略歷
中学毕业后，远藤秀平进入福井工業大學工学部就读建设工学科，专攻建筑学。经过4年的建筑学培养后於1986年加入京都市立藝術大学大学院，並在1986年畢業後加入「石井修／美建設計」事務所，其後在1988年独立創辦遠藤秀平建築研究所。同年，远藤秀平設計了他首個建筑作品「U House」住宅，建筑内部有一个挖空的天井，钢版便围绕著天井而成的顶盖。1990年，远藤秀平在其設計的工厂项目「3rd FACTORY」志野陶石上大量运用了鋼板等工业性材料，並憑此作品獲得帕拉弟奧國際建築獎（Palladio Awards）。
1998年，遠藤在播磨科学公园的都市厕所项目「Springtecture H」中将捲曲的波形钢版用作外殼，獲得了翌年的好設計獎。

## 作品特色

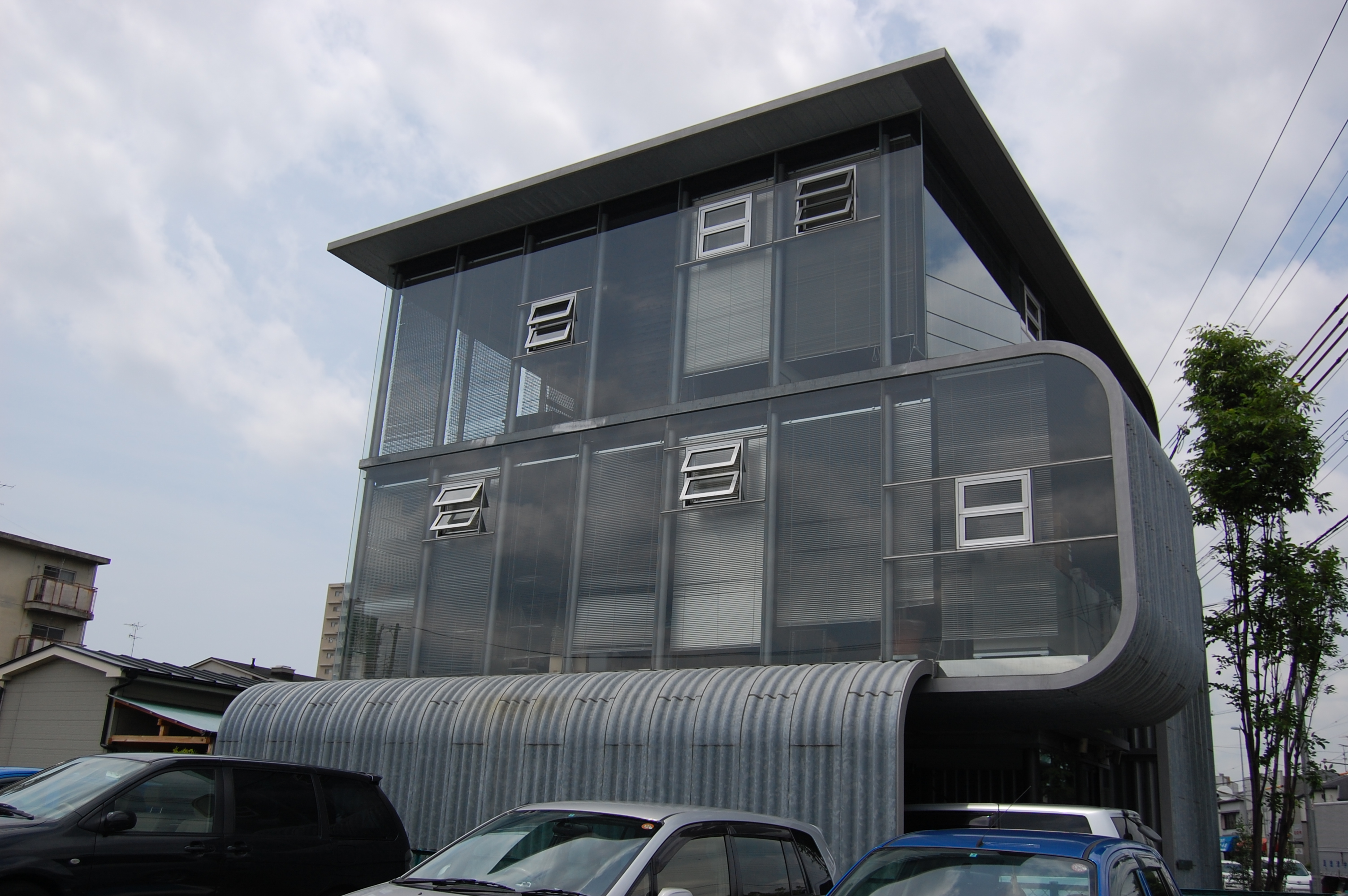
遠藤位於西宮市的作品，「Rooftecture AWE」

远藤赋于冰冷的波形钢版生命力，塑造出一种动态的整体，在一开一合的过程中可以让人们自由的穿越其中，成为了直观性的视觉感建筑。遠藤在各個項目上的設計重點都在嘗試於不斷均質化的世界中讓價值共享、引導出其固有性和可塑性，並在使用的同時再开发波形钢版和木材等简单材料，所設計出的建筑在日本当代建筑领域享有盛名，除了从单纯试验材料的设计观点出发去探索廉价平民材料的可塑性外，也巧妙地结合有机形体与功能需求，在日本建筑風格中开创出另一种变异的建筑观念。

## 主要作品
- 「3rd FACTORY」志野陶石（長濱市，1990年）
- 「Cyclestation M」（米原市，1994年）
- 「Healtecture K」（高槻市，1996年）
- 「Transtation O」（堺市，1997年）
- 「Springtecture H」（龍野市，1998年）
- 「Rooftecture H」（上郡町，1999年）
- 「Rooftecture B」（琵琶町（日语：びわ町），2000年）
- 「Slowtecture S」（米原市，2002年）
- 「Springtecture B」（琵琶町，2002年）
- 「Growtecture S」（大阪市中央區，2002年）
- 「Bubbletecture M」（米原市，2003年）
- 「Rooftecture HARADA」（上郡町，2004年）
- 「Rooftecture S」（神户市，2005年）
- 「Rooftecture M's」（羽曳野市，2007年）
- 「Bubbletecture H」（佐用町，2008年）
- 「Gravitecture M」（南淡路市，2009年）

## 主要著書
- GG Portfolio "Shuhei Endo"（EditorialGG, SA，1999年）
- ENDO SHUHEI PARAMODERN（amus art press，2002年）
- Paramodern Architecture（Electa，2003年）
- GRAVITECTURE（いちい書房，2006年）
- Crematorium（Codex，2006年）
- Paramodern manifesto（Codex，2007年）
- BEANS DOME（鹿島出版會（日语：鹿島出版会），2007年）
- Next Architect（学藝出版社，2007年）
- 淹沒比賽（水没コンペ）（彰国社，2008年）
- Next Architect2（学藝出版社，2009年）

## 主要得獎
- 1993年－帕拉弟奧國際建築獎
- 1995年－大阪府建築大賽渡邊節獎（大阪府建築コンクール渡辺節賞）
- 1997年－日本商業設計協會JCD設計獎大獎
- 1998年－環太平洋文化建築設計獎
- 1999年－卡拉拉（日语：ジョバンニ・カラーラ）国際石材建築獎大獎
- 1999年－關西建築家大獎
- 1999年－日本建築美術工藝協会獎
- 2000年－第7屆威尼斯雷扎托三千年建築大獎（ベネツィアビエンナーレサードミレニアム建築大賞）
- 2000年－《建築評論》ar+d大獎（アーキテクチュラルレビューar+d大賞）
- 2001年－佛朗西斯科·博羅米尼国際建築獎
- 2002年－第8屆公共建築獎優秀獎
- 2003年－藝術選獎新人賞（日语：芸術選奨新人賞）
- 2003年－環太平洋文化建築設計獎大獎
- 2004年－威尼斯雷扎托特別獎
- 2004年－日本仕上学会獎作品獎
- 2005年－為了国際兒童的建築獎大獎（国際子供のための建築獎大賞）
- 2006年－BCS獎
- 2007年－ARCASIA建築獎金牌
- 2008年－屋上・壁面・特殊綠化技術大賽環境大臣獎
- 2009年－綠色優秀設計獎（グリーングッドデザイン賞）
- 2009年－ARCHIP建築獎
- 2011年－第5屆日本建築家協會獎（得獎作品：福良港海嘯防災站）
- 2012年－第6屆日本建築家協会獎（得獎作品：福良港海嘯防災站）

## 外部連結
- 遠藤秀平建築研究所
- 日本建築家協會 個人資料
- 日本建築家網絡 個人資料 （页面存档备份，存于）